# Wieża widokowa w Suszynie
Wieża widokowa w Suszynie – wieża wybudowana w 2014 r. w Suszynie, wsi w Polsce, położonej w województwie dolnośląskim, w powiecie kłodzkim, w gminie Radków.

## Opis
Wieża Suszynka o wysokości 27 metrów stoi na wzniesieniu 469,2 m n.p.m., należącym do południowo-wschodniej części Wzgórz Ścinawskich. Na 22. metrze znajduje się platforma widokowa, na którą prowadzi 140 schodów.
Przekrój wewnętrzny wieży wynosi sześć na sześć metrów. Wieża jest żelbetowa, na zewnątrz i od wewnątrz wyłożona okładziną kamienną z piaskowca. Jest to biało-żółtawy piaskowiec górnokredowy – tzw. „ciosowy”.
Budowa wieży została dofinansowana z Programu Operacyjnego Współpracy Transgranicznej Republika Czeska – Rzeczpospolita Polska 2007–2013 w ramach projektu pod nazwą „Miejsca pełne widoków w Euroregionie Glacensis”. Budowa kosztowała około miliona złotych.
Obiekt jest jedną z kilku wież widokowych w Sudetach Środkowych. Inne znajdują się na: Górze Świętej Anny, Górze Wszystkich Świętych, Grodziszczu (w ruinie), Kalenicy, Wielkiej Sowie i Włodzickiej Górze.
Z wieży można oglądać: Góry Stołowe, Broumovskie Ściany, Górę Świętej Anny, Górę Wszystkich Świętych, Góry Bardzkie, Góry Orlickie, Góry Sowie, Góry Złote oraz Masyw Śnieżnika.